# Jean de Schulemberg
Jean Schulenbourg, francoski maršal, * 1598, † 1671.